# 門別競馬場
門別競馬場（日语：門別競馬場）是位於日本北海道日高町的競馬場，此競馬場由隸屬地方競馬的北海道競馬管理，設有256個座位，可容納1,300名觀衆。

## 歷史
1997年12月8月，花費約15億日圓的對北海道日高町門別訓練中心改建工程完成，亦即現今之門別競馬場。
2009年3月，新看台「北極星看台」落成，可額外容納800名觀衆。
2014年，為具備舉辦更多途程賽事的能力，北海道競馬決定對跑道進行改建，新設泥地內彎跑道。
2015年4月13日，泥地內彎跑道工程完成。
2019年，為準備2020年開始舉辦的日本育馬場盃兩歲優駿，A看台加建第三層，同時亦對馬房及沙圈附近的區域翻新並設置觀戰區。

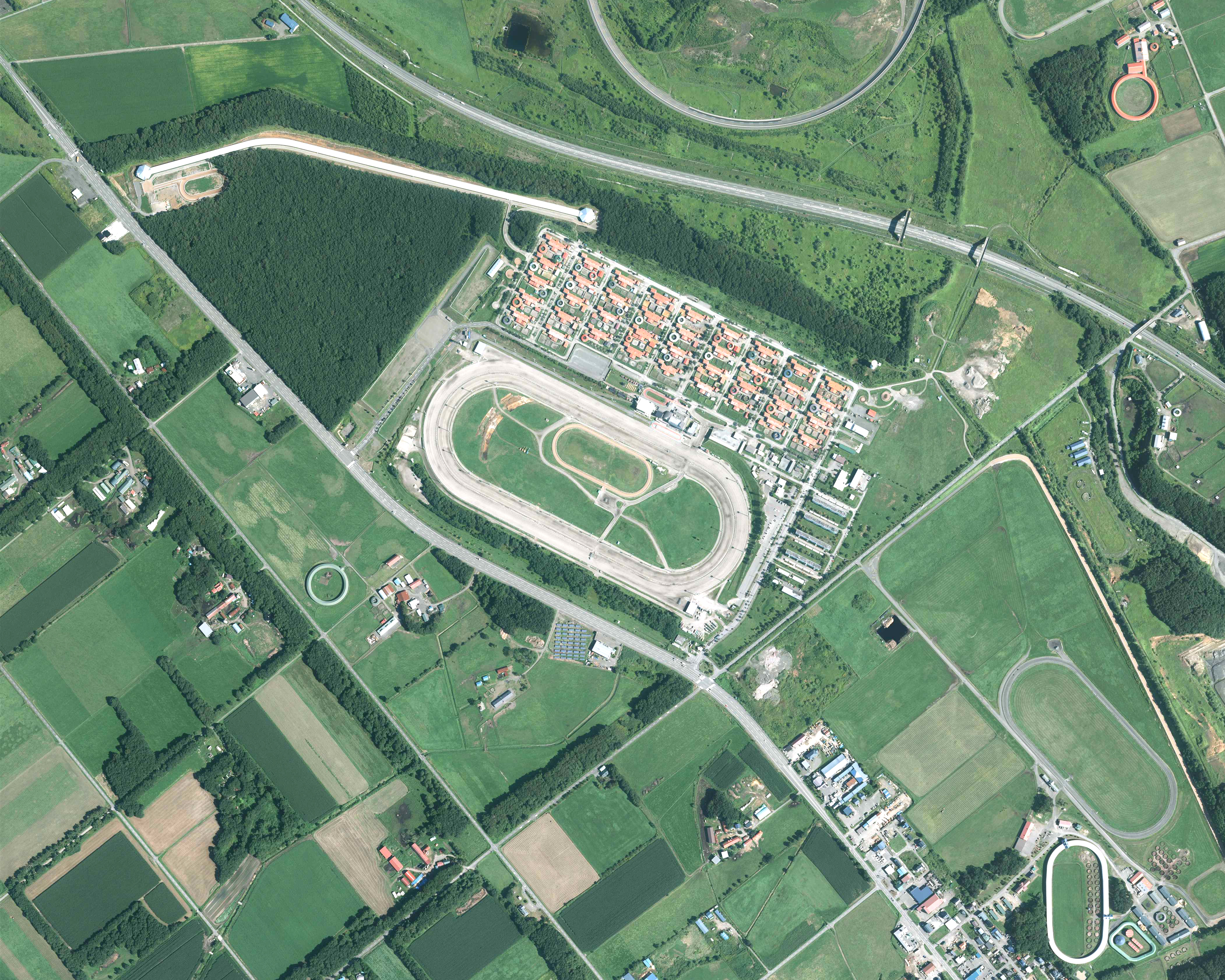
門別競馬場鳥瞰圖，攝於2014年

## 跑道
泥地跑道全長1600米（外彎）或1376米（內彎），闊25米，直路300米（外彎）或218米（內彎）。

### 賽事距離
泥地內彎：1500米、1600米
泥地外彎：1000米、1100米、1200米、1700米、1800米、2000米、2600米。

### 賽道記錄

#### 泥地
| 距離   | 時間   | 馬匹              | 性齡 | 負重 | 騎師     | 練馬師     | 紀錄創造日 | 賽事級別 | 賽事名稱                 |
| ------ | ------ | ----------------- | ---- | ---- | -------- | ---------- | ---------- | -------- | ------------------------ |
| 1000米 | 0:58.4 | Azawakh           | 雌3  | 51   | 小野楓馬 | 角川秀樹   | 2/7/2020   | 北海道H2 | 北斗七星門別短途噉啤i    |
| 1100米 | 1:05.7 | Pierre Oregon     | 雄2  | 54   | 龜井洋司 | 廣森久雄   | 30/6/2022  |          | JRA認定新馬              |
| 1200米 | 1:09.4 | Nishiken Mononofu | 雄6  | 57   | 横山典弘 | 庄野靖志   | 8/6/2017   | JpnIII   | 北海道短途盃             |
| 1500米 | 1:34.4 | Senko First       | 雄5  | 55   | 石川倭   | 堂山芳則   | 10/10/2019 |          | 壺八特別                 |
| 1600米 | 1:39.1 | Meiner Cisneros   | 雄4  | 56   | 桑村真明 | 佐久間雅貴 | 7/7/2021   |          | 動物王國賞               |
| 1700米 | 1:44.9 | エイシンイッパツ  | 雄7  | 57   | 坂下秀樹 | 檜森邦夫   | 21/9/2011  |          | 日高輕種馬青年部聯合錦標 |
| 1800米 | 1:50.8 | King of Sunday    | 雄2  | 53   | 羅拔時   | 森秀行     | 23/11/1998 | 地方GIII | 北海道兩歲優駿           |
| 2000米 | 2:02.2 | 醒目飛鷹          | 雄4  | 57   | 岩田康誠 | 小崎憲法   | 13/8/2009  | JpnIII   | 育馬者金盃               |
| 2600米 | 2:47.7 | Beauty Riyo       | 雌3  | 54   | 岩橋勇二 | 小野望     | 18/8/2011  | 北海道H2 | 王冠賞                   |

## 交通
由札幌車站客運總站乘搭道南巴士浦河・札幌線於門別競馬場前站下車。由北海道旅客鐵道苫小牧站或鵡川站乘搭道南巴士日高沿岸線於門別競馬場前站下車。
在賽事舉行期間，亦會有免費接駁巴士來往競馬場和北海道旅客鐵道札幌站及鵡川站。

## 主要賽事

### 日本三級賽
日本育馬場盃兩歲優駿（JBC2歳優駿），泥地1800米，2歲。
雪絨花賞（エーデルワイス賞），泥地1200米，2歲雌馬。
北海道短途盃（北海道スプリントカップ），泥地1200米，3歲。
育馬者金盃（ブリーダーズゴールドカップ），泥地2000米，3歲或以上雌馬。

### 北海道一級賽
日出盃（サンライズカップ），泥地1800米，2歲地方所屬馬。
門別未來之星錦標（ネクストスター門別），泥地1200米，2歲北海道所屬馬。
北海優駿（北海優駿），泥地2000米，3歲地方所屬馬。
道營紀念（道営記念），泥地2000米，3歲或以上北海道所屬馬。
道營短途錦標（道営スプリント），泥地1200米，3歲或以上北海道所屬馬。

#### 由各競馬場輪流舉辦之賽事
北日本未來之星錦標（ネクストスター北日本），泥地1200米，3歲北海道、岩手所屬馬，計劃2024年舉辦。

### 北海道二級賽
育馬者黃金青年盃（ブリーダーズゴールドジュニアカップ），泥地1700米，2歲北海道所屬馬。
榮冠賞（栄冠賞），泥地1200米，2歲地方所屬馬。
花束盃（ブロッサムカップ），泥地1700米，2歲地方所屬雌馬。
王冠賞（王冠賞），泥地1800米，3歲地方所屬馬。
北斗盃（北斗盃），泥地1600米，3歲地方所屬馬。
北國女王盃（ノースクイーンカップ），泥地1800米，3歲或以上地方所屬雌馬。
瑞穗賞（瑞穂賞），泥地1800米，3歲或以上地方所屬馬。
大宇宙紀念（コスモバルク記念），泥地1800米，3歲或以上地方所屬馬。
紅磚紀念（赤レンガ記念），泥地2000米，3歲或以上地方所屬馬。
北斗七星門別短途錦標（グランシャリオ門別スプリント），泥地1000米，3歲或以上北海道所屬馬。
旭岳賞（旭岳賞），泥地1600米，3歲或以上地方所屬馬。
民族共生象徵空間秋季短途錦標（ウポポイオータムスプリント），泥地1200米，3歲或以上地方所屬馬。

### 北海道三級賽
札幌經典盃（サッポロクラシックカップ），泥地1200米，2歲地方所屬馬。
純真盃（イノセントカップ），泥地1200米，2歲地方所屬馬。
百合盃（リリーカップ）泥地1000米，2歲地方所屬雌馬。
花仙盃（フローラカップ），泥地1600米，2歲地方所屬雌馬。
鮮花盃（フルールカップ），泥地1200米，2歲地方所屬雌馬。
星雲賞（星雲賞），泥地1200米，3歲地方所屬馬。
日高草盃（ヒダカソウカップ），泥地1600米，3歲或以上地方所屬雌馬。
繁星賞（エトワール），泥地1200米，3歲或以上地方所屬馬。

## 外部連結
- 维基共享资源上的相關多媒體資源：門別競馬場
- 北海道競馬 （页面存档备份，存于）

42°32′16.6″N 142°0′10.7″E / 42.537944°N 142.002972°E